# Санта-Мария-делла-Верза
Санта-Мария-делла-Верза (итал. Santa Maria della Versa) — коммуна в Италии, находится в регионе Ломбардия, подчиняется административному центру Павия.
Население составляет 2580 человек, плотность населения составляет 143 чел./км². Занимает площадь 18 км². Почтовый индекс — 27047. Телефонный код — 0385.
В коммуне 25 марта особо празднуется Благовещение Пресвятой Богородицы.